# Greatest Remix Hits 1
Greatest Remix Hits 1 je glasbeni album z remiksi avstralske pop-dance pevke Kylie Minogue.
Najprej so ga leta 1993 izdali ekskluzivno samo na Japonskem z naslovom Greatest Remix Hits Vol. I, kasneje pa so ga z novo naslovnico pri založbi Mushroom Records še enkrat izdali leta 1997.
Album je vključeval redke remikse njenih pesmi, izdanih pri založbi PWL Records med letoma 1987 in 1992.

## Seznam pesmi
| CD 1            | CD 1                                                  | CD 1    |
| Št.             | Naslov                                                | Dolžina |
| --------------- | ----------------------------------------------------- | ------- |
| 1.              | „I Should Be So Lucky‟ (Bicentennialov remiks)        | 6:12    |
| 2.              | „Got to Be Certain‟ (Ashes to Ashes - dodatni remiks) | 6:51    |
| 3.              | „The Loco-Motion‟ (Sankiejev remiks)                  | 6:54    |
| 4.              | „Je Ne Sais Pas Pourquoi‟ (Moi Nonov dodatni remiks)  | 5:53    |
| 5.              | „Made in Heaven‟                                      | 3:29    |
| 6.              | „All I Wanna Do‟                                      | 6:02    |
| 7.              | „It's No Secret‟ (razširjena različica)               | 5:33    |
| 8.              | „Hand on Your Heart‟ (remiks)                         | 5:32    |
| 9.              | „Just Wanna Love You‟                                 | 3:33    |
| 10.             | „Never Too Late‟ (razširjena različica)               | 6:10    |
| 11.             | „We Know the Meaning of Love‟                         | 5:53    |
| Skupna dolžina: | Skupna dolžina:                                       | 62:02   |

| CD 2            | CD 2                                                                 | CD 2    |
| Št.             | Naslov                                                               | Dolžina |
| --------------- | -------------------------------------------------------------------- | ------- |
| 1.              | „Step Back in Time‟ (remiks Walkin' Rhythm)                          | 7:59    |
| 2.              | „What Do I Have to Do?‟ (remiks)                                     | 7:06    |
| 3.              | „Shocked‟ (DNA-jev remiks)                                           | 6:14    |
| 4.              | „Word Is Out‟                                                        | 5:51    |
| 5.              | „Keep on Pumpin' It Up‟ (Astralov remiks)                            | 6:53    |
| 6.              | „If You Were with Me Now‟                                            | 5:10    |
| 7.              | „Do You Dare‟ (Raveov novi remiks)                                   | 6:39    |
| 8.              | „Finer Feelings‟ (remiks Brothers in Rhythm)                         | 3:45    |
| 9.              | „Closer‟ (radijska različica)                                        | 3:58    |
| 10.             | „What Kind of Fool (Heard All That Before)‟ (remiks Tech No Logical) | 6:53    |
| 11.             | „Celebration‟ (remiks)                                               | 7:02    |
| Skupna dolžina: | Skupna dolžina:                                                      | 67:30   |